# Ondrej Duda
Ondrej Duda  (* 5. Dezember 1994 in Snina, Prešovský kraj) ist ein slowakischer Fußballspieler. Der Mittelfeldspieler ist slowakischer Nationalspieler. Er steht bei Hellas Verona unter Vertrag.

## Karriere

### Verein

#### Slowakei und Polen
Duda kam über die U19 des slowakischen Vereins FC VSS Košice in die 1. Herrenmannschaft und debütierte am 22. Juli 2012 in der Fortuna Liga, der höchsten slowakischen Spielklasse. Er wurde beim 1:0-Heimsieg seines Teams in der 89. Spielminute gegen den slowakischen Rekordmeister ŠK Slovan Bratislava eingewechselt. In der Saison 2012/13 kam Duda auf 13 weitere Einsätze, in der Folgesaison sogar auf 19 Einsätze und erzielte dabei fünf Treffer. Am 28. Februar 2014 wechselte der Slowake für eine kolportierte Ablöse in Höhe von 300.000 Euro zum polnischen Erstligisten Legia Warschau. Am 25. Spieltag der Ekstraklasa Saison 2013/14 kam er gegen Śląsk Wrocław zu seinem ersten Ligaeinsatz für den neuen Arbeitgeber. Bereits einen Spieltag später erzielte Duda gegen Wisła Krakau seinen ersten Treffer in der höchsten polnischen Liga. Der Mittelfeldspieler konnte in der Rückrunde insgesamt drei Tore erzielen und wurde mit Legia polnischer Meister. In der darauffolgenden Saison debütierte Duda auch erstmals in der Qualifikation zur UEFA Champions League und später auch in der UEFA Europa League. In der Saison 2014/15 wurde er mit Legia zudem polnischer Vize-Meister und polnischer Pokal-Sieger. Am 30. Juli 2015 wurde Duda in der Qualifikation zur Europa League in der 51. Spielminute beim Spiel gegen FK Kukësi beim Stand von 1:2 von einem aus den Zuschauerrängen geworfenen Stein am Kopf getroffen und ging zu Boden. Die Partie wurde von der UEFA-Disziplinarkommission aufgrund dieses Vorkommnisses nachträglich mit 0:3 gewertet.

#### Deutschland, England und Italien
Duda gab sein Bundesligadebüt für die Hertha am 25. Februar 2017 beim 2:0-Sieg gegen Eintracht Frankfurt, als er in der 89. Spielminute für Vladimír Darida eingewechselt wurde. Sein erstes Tor für Hertha BSC erzielte Duda am 1. Oktober 2017 im Bundesligaspiel gegen den FC Bayern München. Am 2. September 2018 erzielte er beim 2:0-Auswärtssieg beim FC Schalke 04 seinen ersten „Doppelpack“. In seiner erfolgreichsten Saison bei der Hertha, 2018/19, absolvierte der Mittelfeldspieler 35 Pflichtspiele, in denen er elf Tore erzielen und weitere sieben vorbereiten konnte. Im Sommer 2019 verlängerte er seinen Vertrag in Berlin vorzeitig.
Nachdem der Slowake in der Hinrunde 2019/20 lediglich neunmal eingesetzt worden war (ein Tor, zwei Assists), wurde er bis Saisonende in die Premier League an Norwich City verliehen. Bis zur Saisonunterbrechung aufgrund der COVID-19-Pandemie stand Duda in allen sieben Ligapartien in der Startelf. Da die Spielzeiten in beiden Ländern verlängert werden mussten und die Premier League später beendet wird als die Bundesliga, wurde das Leiharrangement über den 30. Juni 2020 hinaus verlängert. Eine im Leihvertrag enthaltene Klausel trat jedoch nach dem 35. Spieltag in Kraft, als Norwichs sportlicher Abstieg feststand. Er kam in 10 Spielen zum Einsatz, in denen er ohne direkte Torbeteiligung blieb.
Zur Sommervorbereitung 2020 kehrte Duda zu Hertha BSC zurück. Nachdem er vom Cheftrainer Bruno Labbadia in der ersten Runde des DFB-Pokals eingewechselt worden war, wechselte er Mitte September innerhalb der Bundesliga zum 1. FC Köln und unterschrieb dort einen Vertrag bis 2024. Ende Januar 2023 wurde Duda auf eigenen Wunsch bis zum Saisonende an Hellas Verona verliehen. Zur Saison 2023/24 wechselte er fest zu Hellas Verona und steht dort bis 2026 unter Vertrag.

### Nationalmannschaft
Nachdem Duda seit der slowakischen U19-Nationalmannschaft alle Juniorennationalmannschaften durchlief, debütierte er am 31. März 2015 unter Trainer Ján Kozák beim Freundschaftsspiel gegen Tschechien im Štadión pod Dubňom in Žilina und traf in der 49. Spielminute zum 1:0-Endstand.
Bei der Europameisterschaft 2016 in Frankreich wurde er in das Aufgebot der Slowakei aufgenommen. Im Auftaktspiel gegen Wales wurde er in der 60. Minute eingewechselt und erzielte nur 52 Sekunden danach den 1:1-Ausgleich. Es war das zweitschnellste Jokertor der EM-Geschichte. Gegen Russland stand er in der Startelf und wurde beim Stand von 2:0 ausgewechselt. Beim letzten Gruppenspiel gegen England stand er über zwei Drittel der Spielzeit auf dem Platz. Gegen Deutschland im Achtelfinale, als das Team ausschied, kam er nicht zum Einsatz.
Zur Fußball-Europameisterschaft 2021 wurde er in den slowakischen Kader berufen, kam aber mit diesem nicht über die Gruppenphase hinaus. Bei der Fußball-Europameisterschaft 2024 erreichte das slowakische Team das Achtelfinale dank Dudas Treffer zum 1:1 im letzten Gruppenspiel gegen Rumänien.

## Titel und Erfolge

### Legia Warschau
- Polnischer Meister: 2013/14, 2015/16
- Polnischer Vize-Meister: 2014/15
- Polnischer Superpokal-Finalist: 2015
- Polnischer Pokalsieger: 2014/15

### Auszeichnungen
- Tor des Monats: April 2021